# ADN glicosilasa
Les ADN glicosilases, en anglès: DNA glycosylases són una família d'enzims involucrats en el sistema de reparació per excisió de base. Es classifiquen com EC number EC 3.2.2.
Les ADN glicosilases catalitzen el primer pas del procés de reparació de base. Eliminen la base nitrogenada danyada, deixant l'esquelet de sucre-fosfat intacte, la creació d'un lloc apurínic/apirimidínic, comunament coneguda com un lloc AP. Això s'aconsegueix voltejant (flipping) la base danyada de la doble hèlix seguida per escissió de l'enllaç glicosídic-N.
Les glicosilases van ser descobertes primer en els bacteris i finalment s'han trobat en tots els regnes de la vida.
Hi ha dues classes principals de glicosilases: monofuncionals (amb només activitat glicosilasa) i bifuncionals, que tenen també activitat liasa AP que els permeten tallar l'enllaç fosfodièster d'ADN.

## Història
Lindahl va ser el primer a observar reparació d'uracil en ADN. La UDG va ser purificada d'Escherichia coli.